# Obszar Warszawski Armii Krajowej
Obszar Warszawski Armii Krajowej – struktura terenowa Armii Krajowej. Obszar nosił kryptonim "Morskie Oko", "Cegielnia", "Folwark", "Wodnik", "Woda", "Ojców", "Wisła", "Rzeka".

## Struktura organizacyjna
Od października 1939 na obszarze województwa warszawskiego tworzony był Okręg Warszawski SZP. Początkowo w ZWZ, dotychczasowe województwo warszawskie, stanowiło również Okręg Warszawa-województwo "Morskie Oko". Dowodził nim płk Alojzy Horak (do 10 grudnia 1941), następnie ppłk Franciszek Jachieć "Roman". Od stycznia 1942 okręg został przekształcony w Obszar Warszawski. Jego komendantem od 15 stycznia 1942 do października 1944, był płk/gen. Albin Skroczyński "Łaszcz", "Klimek". Od października 1944 do stycznia 1945 funkcję komendanta pełnił ppłk Zygmunt Marszewski "Kazimierz".

## Ordre de bataille
Dowództwo Obszaru
- Komendant - płk/gen. Albin Skroczyński "Łaszcz";
- Szef Sztabu - mjr/ppłk Zygmunt Dobrowolski "Mostowicz" (do grudnia 1943), płk Witold Frączek "Wid";
- Oddział I - ppłk kaw. Stanisław Ciecierski "Jerzy";
- Oddział II - ppłk. piech. Czesław Karol Czajkowski "Szeremeta";
- Oddział III - mjr Wojciech Borzobohaty "Jelita" (do grudnia 1943), kpt. art. Stefan Mich "Kmita";
- Oddział IV - mjr Aleksander Niżyński "Ekonom";
- Oddział V - inż. Halina Nowicka "Maria";
- Oddział VI - kpt. Aleksander Bartoszuk "Borys".

Struktury Obszaru
- Podokręg Wschodni Armii Krajowej (Podokręg Warszawa Wschód) "Krynica", "Struga", Gorzelnia", "Jastarnia", "Kuźnia", "Białowieża" - komendant płk Hieronim Suszczyński "Szeliga".
- Podokręg Zachodni Armii Krajowej (Podokręg Warszawa Zachód) "Cukrownia", "Hallerowo", "Hajduki" - komendant ppłk Franciszek Jachieć "Roman";
- Podokręg Północny Armii Krajowej (Podokręg Warszawa Północ) "Garbarnia", Kooperatywa", "Olsztyn" - komendant ppłk Ludomir Wysocki "Rosa", "Mróz"[1]
- Okręg Warszawski (Okręg Południowy) (włączony w skład obszaru od kwietnia 1942) "Drapacz", Przystań", Kolegium", "Cenzura" "Prom", "Wydra" - komendant płk/gen. Antoni Chruściel "Nurt".

### "Burza" w obszarze warszawskim
26 lipca 1944 komendant obszaru warszawskiego gen. Albin Skroczyński - "Łaszcz" wydał rozkaz dowódcom podokręgów do realizacji "Burzy". W rzeczywistości trwała ona już od kilku dni. Dodatkowe zadania dotyczyły wsparcia powstania warszawskiego poprzez blokowanie jednostek niemieckich podążających do stolicy. 